# گمینا باباروف
گمینا باباروف (به لاتین: Gmina Baborów) یک منطقهٔ مسکونی در لهستان است که در شهرستان گلوبچه واقع شده‌است. گمینا باباروف ۱۱۶٫۹۷ کیلومتر مربع مساحت و ۶٬۵۸۶ نفر جمعیت دارد.